# CJ제일제당
CJ제일제당(한국어: 씨제이제일제당, 영어: CJ CheilJedang)은 대한민국의 1위 종합 식품 제조업체이다. 본사는 서울특별시 중구 동호로 330 (쌍림동, CJ제일제당센터)에 있으며 설탕, 밀가루, 식용유 등의 부재료 및 식품, 의약품와 바이오 사업을 진행하고 있다.
2007년 9월 1일, 씨제이(주)의 사업부문을 인적 분할하여 설립되었다. 2008년 2월 29일, 회사의 영문 상호를 "CJ CheilJedang Corp"에서 현재의 "CJ CheilJedang Corporation"으로 변경하였다. 2009년 9월 1일, 삼양유지(주)를 합병하였으며, 2010년 9월 29일에는 Global Holdings Limited를 인수하였다. 2014년 4월 1일, CJ헬스케어주식회사를 분할하였다. 2019년 7월 1일, CJ생물자원을 분할하였다.
설탕은 삼양사, 대한제당과 경쟁하고, 식용유는 사조해표, 조미료는 대상과 경쟁한다.

## 역대 슬로건
- 믿고찾는 백설표 제일제당 (1970)
- 건강한 흑자식생활을 약속하는 제일제당 (1976)
- 건강 식생활을 약속하는 제일제당 (1977 ~ 1984)
- 자연은 푸르게 환경을 깨끗이 (1989 ~ 1991)
- 신선한 기쁨 언제나 가득히 (1991 ~ 1992)
- 깨끗한 환경, 건강한 생활을 창조하는 제일제당 (1993)
- 깨끗한 생활 (1993 ~ 1994)
- 생활이 달라집니다(1996)
- 일하는 곳이 즐거운 곳(1996)
- 무한꿈터(1997 ~ 2002)
- 즐기세요. 생활문화기업 CJ (2002 ~ 2006)
- 건강, 즐거움, 편리를 창조하는 글로벌 생활문화기업 (2002 ~ 현재)
- 세상을 바꾸는 딴생각(2010 ~ 2011)
- 문화를 만듭니다(2012 ~ 현재)
- LIVE NEW(2017 ~ 현재)

## 연혁
- 1953년 8월 1일: 삼성그룹 산하의 제일제당 공업주식회사로 시작한다. 제분, 조미료 사업을 시작으로 이후 가공식품으로 사업영역을 확장한다.
- 1979년 : 백설표 식용유 첫 출시
- 1986년 : 음료사업부 진출 개시
- 1987년 : 스포츠 음료 게토레이 한국 판매진출 (미국 스토클리밴캠프로 부터 기술제휴 및 생산, 판매)
- 1987년 : 미국 호멜(영어: Hormel Foods)과 기술제휴로 스팸 출시
- 1987년 : 일본 아지노모도 합작으로 냉동식품브랜드 제일냉동식품 런칭
- 1991년 : 냉동식품 브랜드를 제일냉동식품에서 백설냉동으로 런칭
- 1991년 : 일본 생활용품업체 라이온과 기술제휴으로 제일제당 생활사업부(현,라이온코리아) 출범
- 1993년 : 삼성그룹에서 분리돼서 독자경영체제를 걷다가
- 1997년 : 법적으로 공식 분리된다.
- 2000년 : 냉동식품 브랜드를 백설냉동에서 모닝웰으로 런칭
- 2001년 : 음료사업부는 롯데칠성음료로 인수
- 2006년 : 신동방CP 합병[4], 하선정종합식품 흡수 합병[5]
- 2007년 : CJ제일제당 가양공장 폐쇄
- 2007년 9월 1일 : 씨제이(주)의 지주회사 체제 전환으로, 씨제이제일제당(주) 설립 하선정종합식품 흡수 합병[6]
- 2007년 CJ주식회사의 제조사업 부문을 인적분할하면서 현재의 CJ제일제당이 된다.[7]
- 2019년 9월: 가양동 CJ제일제당 부지 재개발 계획
- 2014년 : CJ헬스케어 분할
- 2015년 12월 : 중국 사료회사 코휘드(Cofeed)인수
- 2016년 2월 : 베트남 김치제조업체 킴앤킴(Kim&Kim) 인수
- 2016년 12월 : 베트남 냉동식품업체 까우제(Cau Tre) 인수
- 2017년 4월 : 베트남 수산물가공업체 민닷(Minh Dat) 인수
- 2017년 5월 : 통합연구소 CJ 블로썸 파크 개관
- 2017년 6월 : 러시아 냉동식품업체 라비올로(RAVIOLLO) 인수
- 2017년 8월 : 브라질 글로벌 1위 농축대두단백 업체 셀렉타(SELECTA) 인수
- 2017년 10월 : '2018 평창 동계올림픽대회' 공식 후원사 선정
- 2018년 5월 : 국내 최초 HMR 플래그십 스토어 CJ올리브마켓 오픈
- 2018년 8월 : 미국 냉동식품업체 카히키(Kahiki Foods) 인수, 독일 냉동식품업체 마인프로스트(Mainfrost) 인수
- 2019년 2월 : 미국 대형 냉동식품업체 슈완스(Schwan's Company) 인수
- 2019년 7월 : CJ생물자원 분할
- 2019년 12월 : 강서구 가양동 마곡지구 생산공장을 매각처분 (기존 가양공장은 CJ타운 착공)
- 2020년 10월 : 식품제품 브랜드 비비고가 아름다운 우리말 상표 수상(고운상표 - 특허청장상)

## 판매 상품
- 일반 식품: 반찬, 즉석식품, 통조림, 신선식품, 연제식품, 조미료, 장류, 식용유, 밀가루, 쌀, 즉석밥, 김치, 간식, 음료
  - 대표 식품 브랜드: 비비고, 햇반(햇반 컵반), 고메(가정간편식)
백설(밥이랑, 오천년의 신비, 백설스위트리), 더(The)건강한 햄(더(The) 건강한 어묵), 다시다, 해찬들, 스팸, 삼호어묵, 하선정김치, 행복한 콩, 다담, 산들애, 메티에(요리재료)
BYO CJLP133(피부유산균,133번째 김치유산균, CJ제일제당 단독개발), Returnup, H.O.P.E(이너비, H.O.P.E 팻다운)(건강기능식품)
쁘띠첼, 맥스봉, 맛밤, 한뿌리(디지트·스낵·음료)
즐거운동행(동방성장)
쉐프솔루션 _<CJ 제일제당 제공>
- 반려동물식품 : 오네이처, 오프레시

## 사건

### 납품
2018년 12월 3일 동물단체들은 A 농장이 도내에서 가장 큰 규모의 공장식 축산 돼지농장으로 평소 10,000~30,000마리에 이르는 돼지들을 사육해 CJ 제일제당 대형기업에 납품한다고 밝혀 논란이 더욱 커졌다. 일각에서는 학대당한 새끼돼지를 납품받는 CJ와 도드람에 대해 불매운동을 하자며, 집단행동 움직임까지 나오고 있다. CJ제일제당 관계자는 "오늘 동물단체들이 문제가 된 경남 사천시 돼지농장에서 CJ제일제당에 고기를 납품한다고 밝혔지만 이는 사실이 아니다. 사료뿐 아니라 생물자원사업에서도 사천에 있는 농장과는 전혀 거래를 하고 있지 않다" 고 밝혔다.

### 임원
2021년 4월 10일 CJ제일제당이 첫 여성 사내이사와 사외이사를 선임하였다. 그동안 이사회 구성은 남자로 이루어져서 다양성이 떨어진다는 지적에 따른 것이다. 이번에 선임된 신임 사내이사는 김소영씨로 밝혀졌다. 그러나 전자공시시스템에 제출된 사업보고서에 따르면 CJ제일제당 여성 임원수는 "0명" 인 것으로 집계되었다. 미등기임원 81명 중 17명이 여성으로 눈길을 끈다. 하지만 여전히 등기 임원은 7명 가운데 여성 임원은 1명도 올라와 있지 않다.